# Arcadië (periferie-district)
Arcadië (Grieks: Αρκαδία, Arkadia) is een bergachtige, schaars bevolkte landstreek in het centrum van de Peloponnesos. Het had in 2001, toen het nog de status van prefectuur (nomos) had, 102.035 inwoners.

## Geschiedenis
Arcadië was in de Oudheid het enige Griekse landschap dat niet aan zee grensde. Door de afgelegen ligging bood het historische Arcadië zijn bewoners weinig overlevingskansen: grootschalige landbouw is er nagenoeg onmogelijk, het merendeel der bevolking leefde als herder en vele Arcadiërs zochten hun fortuin elders als huursoldaten (vergelijkbaar met de Zwitsers later ten tijde van de Zwitserse landsknechten).
Ook in de moderne tijden heeft de streek nog steeds erg te lijden onder ontvolking en landvlucht. Reizend door Arcadië merkt men dat heel wat dorpen er verlaten bijliggen en als het ware herleid zijn tot de status van spookdorpen. Toeristen kiezen Arcadië dan ook zelden als reisdoel op zichzelf. In dit gebied wordt door een klein aantal mensen nog steeds de minderheidstaal Tsakonisch, gebaseerd op het Dorisch, gesproken.
Voor de Griekse mythologie was Arcadië de geboortegrond en geliefkoosde verblijfplaats van de halfdierlijke god Pan en het jachtterrein voor Artemis. Herakles verrichtte er enkele van zijn werken en nog in historische tijd waren er sporen van kinderoffers in de eredienst van Zeus Lykaios (letterlijk Zeus-van-de-Wolven). Ook Arcas speelt hier een rol als leider van de Arcadiërs.

## Arcadisch
Het imago van een idyllisch, paradijselijk land van fluitspelende herders en wulpse herderinnetjes kreeg Arcadië pas door de bucolische poëzie. Het land symboliseerde in de Oudheid de afwijzing van iedere vorm van stadscultuur, met haar consumptiemaatschappij, haar gewelddadige politieke en andere conflicten. Tegenover deze "corrupte" stadswereld werden de "echte" waarden gesteld: liefde voor de natuur, voor de ongekunstelde schoonheid, voor de muziek. "Arcadisch" betekent in deze context dan ook: liefelijk onbedorven, naïef.
Claude Lorrain is een belangrijke vertegenwoordiger van de arcadische schilderkunst.

## Plaatsen[2]
| Plaats          | Hoofdplaats (vroeger) | Postcode | Gemeente        | Hoofdplaats van de gemeente |
| --------------- | --------------------- | -------- | --------------- | --------------------------- |
| Dimitsana       |                       | 220 07   | Gortynia        | Dimitsana                   |
| Falaisia        | Leontari              | 220 21   | Megalopoli      | Megalopoli                  |
| Falanthos       | Davia                 | 221 00   | Tripoli         | Tripoli                     |
| Gortyna         |                       |          | Megalopoli      | Megalopoli                  |
| Iraia           | Paloumpa              | 220 28   | Gortynia        | Dimitsana                   |
| Kleitor         | Mygdalia              | 220 28   | Gortynia        | Dimitsana                   |
| Kontovazaina    |                       | 220 15   | Gortynia        | Dimitsana                   |
| Korythio        | Steno                 | 221 00   | Tripoli         | Tripoli                     |
| Kosmas          |                       | 230 58   | Notia Kynouria  | Leonidio                    |
| Lagkadia        |                       | 220 03   | Gortynia        | Dimitsana                   |
| Leonidio        |                       | 223 00   | Notia Kynouria  | Leonidio                    |
| Levidi          |                       | 220 02   | Tripoli         | Tripoli                     |
| Mantineia       | Nestani               | 220 05   | Tripoli         | Tripoli                     |
| Megalopoli      |                       | 222 00   | Megalopoli      | Megalopoli                  |
| Skyritida       | Vlachokerasia         | 220 16   | Tripoli         | Tripoli                     |
| Tegea           | Stadio                | 220 12   | Tripoli         | Tripoli                     |
| Trikolonoi      | Stemnitsa             | 220 24   | Gortynia        | Dimitsana                   |
| Tripoli         |                       | 221 00   | Tripoli         | Tripoli                     |
| Tropaia         |                       | 220 08   | Gortynia        | Dimitsana                   |
| Tyros           |                       | 220 29   | Notia Kynouria  | Leonidio                    |
| Valtetsi        | Asea                  | 220 27   | Tripoli         | Tripoli                     |
| Voreia Kynouria | Astros                | 220 01   | Voreia Kynouria | Astros                      |
| Vytina          |                       | 220 10   | Gortynia        | Dimitsana                   |

Argolis · Arcadië · Korinthe · Laconië · Messenië
Acarnanië · Achaea · Aenianië · Aetolië · Aperantië · Arcadië · Argolis · Athamanië · Attica · Boeotië · Chalkidiki · Chaonië · Dassaretië · Dolopië · Doris · Elis · Epirus · Evia · Histiaeotis · Korinthië · Laconië · Lokris · Macedonië · Magnesië · Malis · Megaris · Messenië · Molossis · Mygdonië · Oetaea · Parauaea · Pelagonië · Pelasgiotis · Perrhaebië · Phocis · Phthiotis · Piërië · Thesprotië · Thessaliotis · Thessalië · Tymphaea